# Jagdfliegerschule 5
A Jagdfliegerschule 5 foi uma escola de pilotagem de caças da Luftwaffe, durante a Alemanha Nazi. Criada no dia 15 de Dezembro de 1939 como Jagdfliegerschule Wien-Schwechat, foi redesignada como Jagdfliegerschule 5 no dia 12 de Janeiro de 1940.
Fez uso das seguintes aeronaves: Ar 66, Ar 68, Ar 96, Bf 108, Bf 109, Bü 131, Bü 133, C.445, D.520, Fw 190 e MS.406.

## Comandantes[2]
- Eduard Ritter von Schleich, 15 de Dezembro de 1939 - 4 de Outubro de 1940
- Hubert Merhart von Bernegg, 8 de Outubro de 1940 - 10 de Dezembro de 1942
- Richard Leppla, 15 de Dezembro de 1942 - 24 de Fevereiro de 1943